# Nguyễn Thế Cường
Nguyễn Thế Cường (biệt danh: Cường Cổ Lễ; sinh ngày 26 tháng 7, 1969) là cầu thủ bóng đá - hậu vệ thòng kỳ cựu của CLB Bóng đá Nam Định và câu lạc bộ bóng đá Khánh Hòa thi đấu từ năm 1987 đến năm 1999. Cuối năm 1999, anh chuyển sang làm HLV phó rồi HLV trưởng CLB bóng đá Nam Định. Sau đó anh từng làm HLV Phó CLB bóng đá Khatoco Khánh Hòa, HLV trưởng CLB bóng đá Xuân Thành Hà Tĩnh, HLV trưởng CLB U19 The Vissai Ninh Bình, trước khi quay về làm HLV trưởng dẫn dắt CLB cũ Nam Định, Từ tháng 11 năm 2016 tới nay anh là HLV Trưởng dẫn dắt CLB Bóng đá nữ Phong Phú Hà Nam.

## Thân thế và sự nghiệp

### Cầu thủ
Nguyễn Thế Cường sinh ngày 26 tháng 7 năm 1969 tại Cổ Lễ, Hà Nam Ninh, nguyên quán Minh Khai, Vũ Thư, Thái Bình. Anh sinh ra và lớn lên trong một gia đình không có truyền thống về thể thao, bố mẹ đều là công chức nhà nước.
Từ tháng 7/1985 - 7/1987 Tập bóng tại Đội Năng khiếu công nghiệp Hà Nam Ninh.
Tháng 8/1987 Là Cầu thủ CLB bóng đá Công nghiệp Hà Nam Ninh.
Tháng 11/1988 - 12/1991 là Cầu thủ CLB bóng đá Khánh Hòa.
Năm 1992 - 1999 là Cầu thủ CLB bóng đá Nam Định.

### Huấn luyện viên
- Năm 1999 - 2008 là HLV phó CLB bóng đá Nam Định.
- Năm 2009 lên làm HLV trưởng CLB bóng đá Nam Định.
- Năm 2010 là HLV phó CLB bóng đá Khánh Hòa.
- Năm 2011 là HLV trưởng CLB bóng đá Xuân Thành Hà Tĩnh.
- Năm 2012 - 2013 là HLV trưởng CLB bóng đá U19 The Vissai Ninh Bình.
- Năm 2014 - 2015 là HLV trưởng CLB bóng đá Nam Định.
- Năm 2016 - đến 7/10/2020 là HLV trưởng CLB bóng đá nữ Phong Phú Hà Nam.

### Bị kỷ luật
Vào ngày 7 tháng 10, 2020, ông bị ban kỷ luật VFF cấm tham gia các hoạt động bóng đá trong nước trong vòng 5 năm.

## Thành tích
- 2004 - HLV CLB bóng đá Nam Định Vô địch U21 Toàn quốc.
- 2008 - HLV CLB bóng đá Nam Định Vô địch U15 Toàn quốc.
- 2009 - HLV CLB bóng đá Nam Định Trụ hạng V-League 2008-2009.
- 2014 - HLV CLB bóng đá Nam Định giành được xuất thăng hạng nhất sau 3 năm thi đấu tại giải hạng nhì Quốc gia.
- 2017 - HLV CLB bóng đá nữ Phong Phú Hà Nam giành Á quân Giải bóng đá nữ Vô địch Quốc gia.
- 2018 - HLV CLB bóng đá nữ Phong Phú Hà Nam giành Vô địch Giải bóng đá nữ Quốc gia - Cúp Thái Sơn Bắc 2018.
- 2019 - HLV CLB bóng đá nữ Phong Phú Hà Nam giành Cúp Quốc gia nữ - Cúp LS 2019 (tổ chức lần đầu tiên).